# Leichtathletik-Weltmeisterschaften 1987/100 m Hürden der Frauen

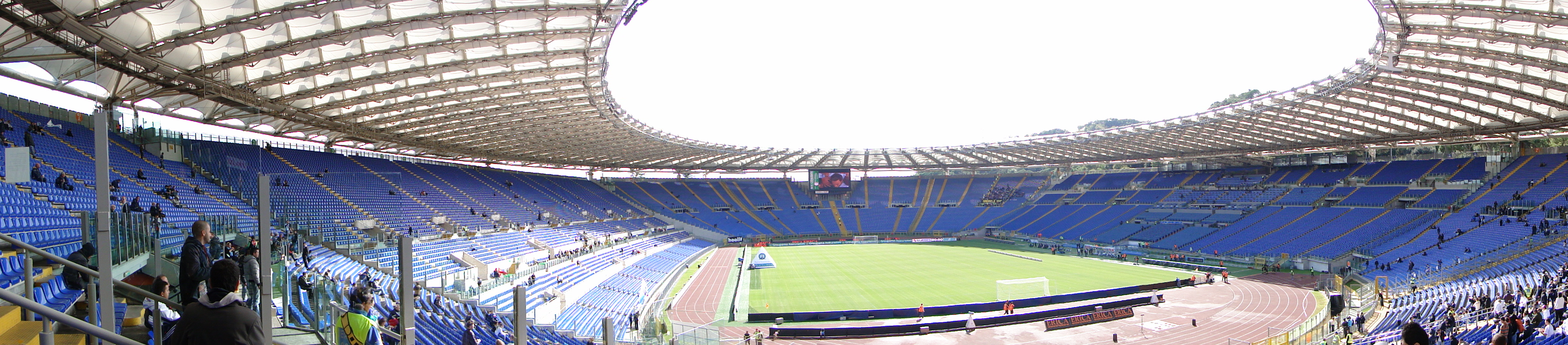
Das Olympiastadion in Rom im Jahr 2009

Der 100-Meter-Hürdenlauf der Frauen bei den Leichtathletik-Weltmeisterschaften 1987 wurde am 3. und 4. September 1987 im Olympiastadion der italienischen Hauptstadt Rom ausgetragen.
In diesem Wettbewerb errangen die Hürdensprinterinnen der DDR mit Silber und Bronze zwei Medaillen. Weltmeisterin wurde die bulgarische WM-Dritte von 1983 Ginka Sagortschewa. Silber ging an Gloria Uibel, spätere Gloria Siebert. Die Vizeeuropameisterin von 1986 Cornelia Oschkenat errang die Bronzemedaille.

## Rekorde

### Bestehende Rekorde
| Weltrekord               | 12,26 s | Jordanka Donkowa   | Ljubljana, Jugoslawien (heute Slowenien)     | 7. September 1986 |
| Weltmeisterschaftsrekord | 12,75 s | Bettine Jahn       | WM 1983 in Helsinki, Finnland, Viertelfinale | 12. August 1983   |
| Weltmeisterschaftsrekord | 12,75 s | Ginka Sagortschewa | WM 1983 in Helsinki, Finnland, Halbfinale    | 13. August 1983   |

### Rekordverbesserung
Weltmeisterin Ginka Sagortschewa aus Bulgarien verbesserte den von ihr selber mitgehaltenen WM-Rekord zweimal:
- 12,51 s (Wind: −1,0 m/s) – 1. Vorlauf am 3. September
- 12,34 s (Wind: −0,5 m/s) – Finale am 4. September

## Vorrunde
3. September 1987
Die Vorrunde wurde in vier Läufen durchgeführt. Die ersten drei Athletinnen pro Lauf – hellblau unterlegt – sowie die darüber hinaus vier zeitschnellsten Läuferinnen – hellgrün unterlegt – qualifizierten sich für das Halbfinale.

### Vorlauf 1
Wind: −1,0 m/s
| Platz | Name                 | Nation         | Zeit (s) |
| ----- | -------------------- | -------------- | -------- |
| 1     | Ginka Sagortschewa   | Bulgarien      | 12,51 CR |
| 2     | Anne Piquereau       | Frankreich     | 13,24    |
| 3     | Aliuska López        | Kuba           | 13,24    |
| 4     | Rita Heggli          | Schweiz        | 13,32    |
| 5     | Wendy Jeal           | Großbritannien | 13,41    |
| 6     | Diana Yankey         | Ghana          | 13,90    |
| 7     | Helga Halldorsdóttir | Island         | 13,97    |

### Vorlauf 2
Wind: +0,8 m/s
| Platz | Name                | Nation            | Zeit (s) |
| ----- | ------------------- | ----------------- | -------- |
| 1     | Jordanka Donkowa    | Bulgarien         | 12,97    |
| 2     | Florence Colle      | Frankreich        | 13,20    |
| 3     | Stephanie Hightower | USA               | 13,22    |
| 4     | Nancy Vallecilla    | Ecuador           | 13,30    |
| 5     | Lesley-Ann Skeete   | Großbritannien    | 13,40    |
| 6     | Tiina Lindgren      | Finnland          | 13,76    |
| 7     | Chen Wen-Ing        | Chinesisch Taipeh | 14,12    |

### Vorlauf 3
Wind: −0,8 m/s
| Platz | Name               | Nation         | Zeit (s) |
| ----- | ------------------ | -------------- | -------- |
| 1     | Cornelia Oschkenat | DDR            | 12,83    |
| 2     | Sally Gunnell      | Großbritannien | 13,02    |
| 3     | LaVonna Martin     | USA            | 13,19    |
| 4     | Patrizia Lombardo  | Italien        | 13,25    |
| 5     | Karin Malmbratt    | Schweden       | 13,43    |
| 6     | Karen Nelson       | Kanada         | 13,60    |

### Vorlauf 4
Wind: −1,6 m/s
| Platz | Name                | Nation              | Zeit (s) |
| ----- | ------------------- | ------------------- | -------- |
| 1     | Gloria Uibel        | DDR                 | 12,81    |
| 2     | Laurence Elloy      | Frankreich          | 13,08    |
| 3     | Claudia Zaczkiewicz | BR Deutschland      | 13,15    |
| 4     | Sophia Hunter       | USA                 | 13,19    |
| 5     | Feng Yinghua        | Volksrepublik China | 13,85    |
| 6     | Sandra Taváres      | Mexiko              | 13,86    |

## Halbfinale
4. September 1987
Aus den beiden Halbfinalläufen qualifizierten sich die jeweils ersten vier Athletinnen – hellblau unterlegt – für das Finale.

### Halbfinallauf 1

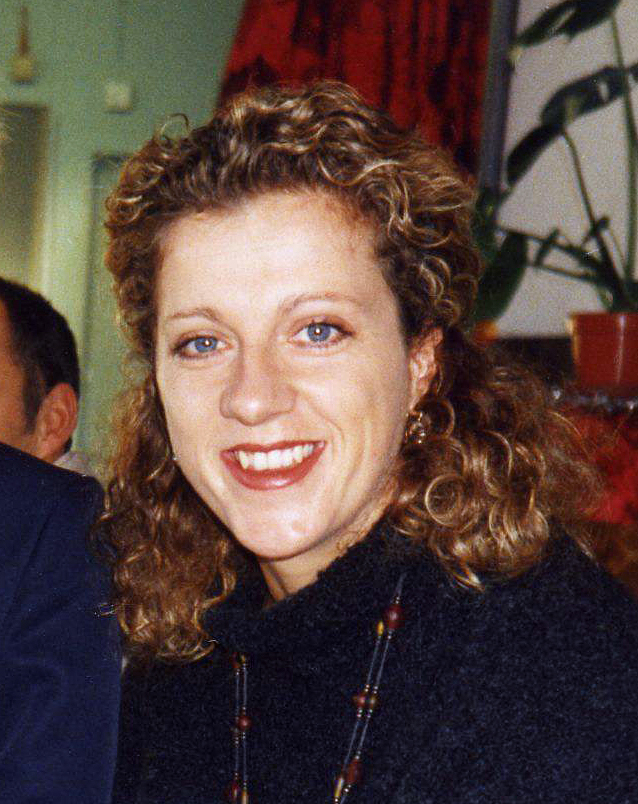
Sally Gunnell (auf dem Foto im Jahr 1995), später u. a. Olympiasiegerin und Weltmeisterin über 400 Meter Hürden, schied hier im Halbfinale aus

Wind: −0,2 m/s
| Platz | Name               | Nation         | Zeit (s) |
| ----- | ------------------ | -------------- | -------- |
| 1     | Cornelia Oschkenat | DDR            | 12,65    |
| 2     | Ginka Sagortschewa | Bulgarien      | 12,75    |
| 3     | LaVonna Martin     | USA            | 12,94    |
| 4     | Anne Piquereau     | Frankreich     | 12,95    |
| 5     | Florence Colle     | Frankreich     | 13,04    |
| 6     | Sally Gunnell      | Großbritannien | 13,06    |
| 7     | Rita Heggli        | Schweiz        | 13,20    |
| 8     | Nancy Vallecilla   | Ecuador        | 13,28    |

### Halbfinallauf 2

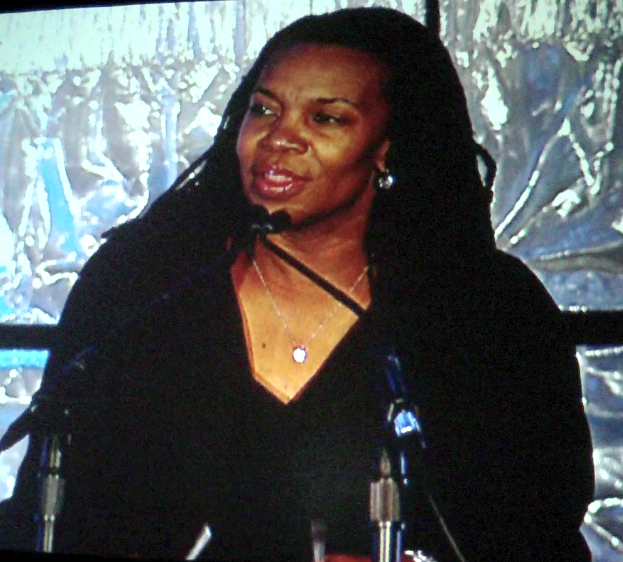
Stephanie Hightower (hier im Jahr 2011) verpasste die Finalteilnahme um einen Rang

Wind: −0,9 m/s
| Platz | Name                | Nation         | Zeit (s) |
| ----- | ------------------- | -------------- | -------- |
| 1     | Gloria Uibel        | DDR            | 12,68    |
| 2     | Jordanka Donkowa    | Bulgarien      | 12,76    |
| 3     | Laurence Elloy      | Frankreich     | 12,88    |
| 4     | Claudia Zaczkiewicz | BR Deutschland | 13,01    |
| 5     | Stephanie Hightower | USA            | 13,12    |
| 6     | Sophia Hunter       | USA            | 13,26    |
| 7     | Aliuska López       | Kuba           | 13,31    |
| 8     | Patrizia Lombardo   | Italien        | 13,38    |

## Finale

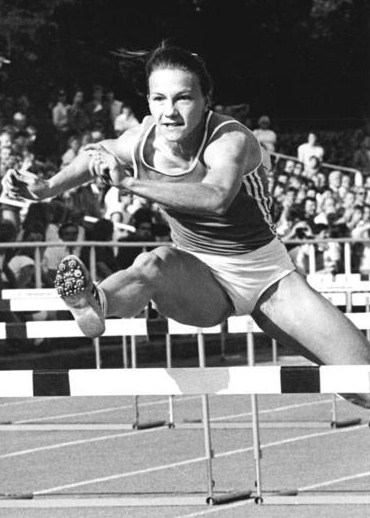
Vizeweltmeisterin Gloria Uibel, später auch aktiv unter ihrem Namen Gloria Siebert
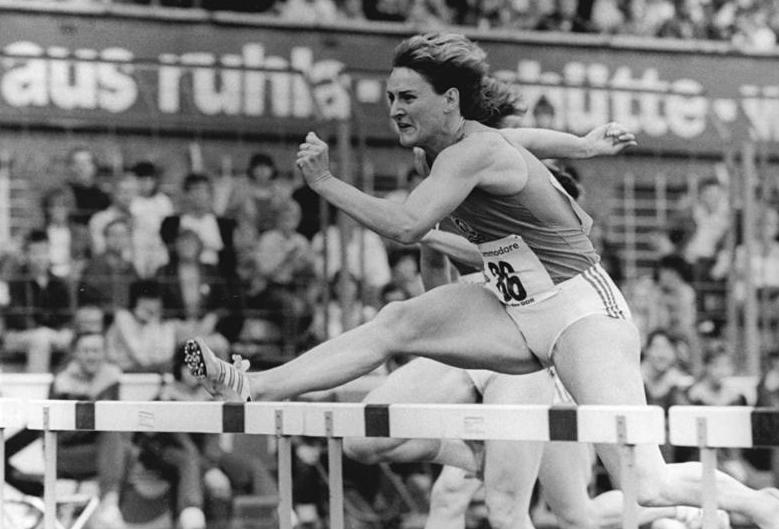
Nach Silber bei den Europameisterschaften im Vorjahr gab es für Cornelia Oschkenat hier Bronze

4. September 1987
Wind: −0,5 m/s
| Platz | Name                | Nation         | Zeit (s) |
| ----- | ------------------- | -------------- | -------- |
| 1     | Ginka Sagortschewa  | Bulgarien      | 12,34 CR |
| 2     | Gloria Uibel        | DDR            | 12,44    |
| 3     | Cornelia Oschkenat  | DDR            | 12,46    |
| 4     | Jordanka Donkowa    | Bulgarien      | 12,49    |
| 5     | Anne Piquereau      | Frankreich     | 12,82    |
| 6     | Laurence Elloy      | Frankreich     | 12,83    |
| 7     | Claudia Zaczkiewicz | BR Deutschland | 12,98    |
| 8     | LaVonna Martin      | USA            | 13,06    |

## Video
- Ginka Zagorcheva - 100m Hurdles - Rome  World Champs 1987 auf youtube.com, abgerufen am 4. April 2020